# Nem fotorealisztikus képszintézis

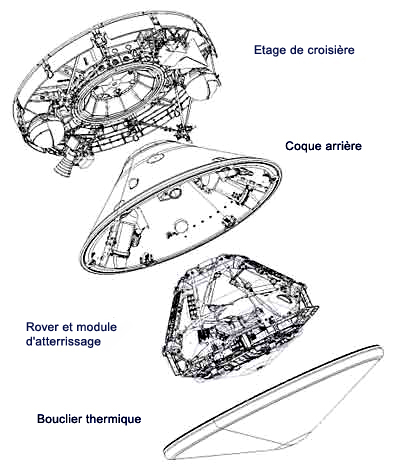
Technikai illusztráció a Mars Roverről

A nem fotorealisztikus képszintézis (NPR az angol Non-photorealistic rendering kezdőbetűiből) a számítógépes grafika egy területe, amely valamilyen (például művészeti stílusok utánzása, technikai illusztrációk készítése) célból a valóságtól eltérő képek illetve animációk létrehozásával foglalkozik. A hagyományos számítógépes grafikával szemben, amelyben a fotorealizmus minél jobb megközelítése a cél az NPR–t a festőművészet, rajz, illusztrációk illetve rajzfilmek ihlették. A nem fotorealisztikus képszintézist filmekben, videójátékokban, építészeti illusztrációkban és kísérleti animációkban alkalmazzák.
A „nem fotorealisztikus képszintézis” kifejezést David Salesin használta először Winkelbach-hal együtt írt dolgozatában 1994-ben. Később több más név is felmerült, mint például a „művészi képszintézis”, „nem valóságos képszintézis” vagy a „művészet alapú képszintézis” de egyik sem terjedt el általánosan. Viszonylag ritka az olyan névválasztás, amely az alapján írja le a tudomány egy területét, hogy miről nincs szó, ez esetben mégis ez maradt fenn.
A művészeti stílusok automatikus utánzása erős ellenérzéseket váltott ki a műértő közönségből. Természetesen a jelenlegi algoritmikus módszerek nem tudják visszaadni a művészi kifejezőképesség, az emberi absztrakciós képesség és intelligencia érzéseket, érzelmeket kiváltó hatásait. Emiatt a terület képviselői például festményszerű hatásról beszélnek festmények helyett.
A jelenlegi NPR eszközök hatalmas segítséget jelenthetnek az azokat használó művészek számára. Az időigényes, aprólékos ismétlődő munkafolyamatokat ebben az esetben is nagymértékben felgyorsíthatják a számítógépes eszközök illetve új megközelítéseket, művészeti stílusokat teremthetnek.

## Stílusok
Attól függően, hogy az előállított kép milyen művészeti stílusra ill. milyen technikára emlékeztet az egyes módszereket úgynevezett NPR stílus kategóriákba csoportosíthatjuk:

### Rajzfilmszerű árnyékolás, körvonalazás, stilizált képszintézis
A legelterjedtebb nem fotorealisztikus stílus. A képet a megszokott háromdimenziós képalkotási módszerekkel számítják ki, azonban az árnyalatok kiszámításánál, nem folytonos színátmeneteket használnak, csak kevés, jól elkülönülő színt. A módszernél gyakran megvastagított körvonalakat is alkalmaznak, amelyek kiszámolására többféle, eltérő minőségű és erőforrásigényű algoritmus létezik. Bár az eredmény egyszerűnek tűnik, a folyamat jóval több erőforrást igényel, mint a hagyományos háromdimenziós képalkotás.

### Toll, tinta, metszetek
Ezeknél a technikáknál a vonások erőssége nem változik, vagy határozottan elkülöníthető diszkrét értékeket vehet csak fel, hasonlóan ezen technikák valóságos megfelelőihez.

### Vázlat, vonalazás
Nagymértékben hasonlít a technika az előzőhöz azzal a különbséggel, hogy itt folytonos árnyalatokat is felhasználnak különböző vonalkázási módszerekkel.
A vázlat stílus a kézzel, ceruzával vagy tollal készített vázlatok hatását utánozza. A vázlatokra a bizonytalan, töredezett vonások, vonalkázott vagy satírozott egyenetlen árnyékolás, egyszerű motívumok és csak a főbb jellegzetességek ábrázolása a jellemző.
Vonalkázással árnyalatokat hozhatunk létre olyan eszközökkel is, amelyekkel nehézkes, vagy lassú a folytonos árnyalatok létrehozása. (Ceruza, toll, metszetek). Ez a módszer megvalósítható vonalhúzó algoritmusokkal amely erőforrásigényesebb, szebb eredményt és több lehetőséget ad, illetve előre elkészített képeket, textúrákat felhasználva.

### Festészet alapú
A stílus az ecsettel különböző anyagokra felvitt festékek hatását utánozza. A szimuláció során figyelembe veszik az ecsetvonások erősségét, sebességét, az ecset minőségét, dőlésszögét és a vászon tulajdonságait. Egyes technikák a festékrészecskék és a vászon fizikai kölcsönhatását modellezve ( például a festék száradási idejét, a vászon anyagának egyenetlenségeinek hatását figyelembe véve ) érik el a festményszerű hatást.

### Tudományos és orvosi illusztrációk
A legrégebben használt illusztrációs típusok. Az orvosi illusztrációk által használt módszerek napjainkban már annyira elterjedtek, hogy szinte észre sem vesszük őket. (Például az ütőerek pirossal és a visszerek kékkel való ábrázolása.) Ezeknek a sokszor rendkívül részletes képeknek az előállításában nagy segítséget nyújtanak az NPR technikák. A különböző színezési eljárások mellett többféle árnyékolás és vetület is szerepelhet egy képen belül.

### Technikai illusztrációk
Több számítógépes tervezőeszköz is támogatja a technikai illusztrációk automatikus előállítását. Mivel ezek az ábrák sem fotószerűek, ezért az előállításuk NPR technikának számít. Az illusztrációk tulajdonságai napjainkban már többnyire ISO szabványok által szabályozottak. Ezeken az ábrákon egyes részleteket kihagyhatnak, egyeseket jobban kiemelhetnek a könnyebb érthetőség vagy egyes tulajdonságok kiemelésének kedvéért. Az egyes szimbólumok, feliratok elhelyezését is megkönnyítik az automatikus illusztrációs programok.

## Technikák
A képek előállítási módszere szerint megkülönböztetjük a fotókon, előre kiszámolt képeken dolgozó kétdimenziós és a geometriai információkat felhasználó háromdimenziós technikákat. Bár számos ilyen stílus létezik jelenleg, a lehetőségek szinte kimeríthetetlenek. A két – és háromdimenziós képszintézis módszerek paramétereinek változtatásával számtalan nem fotorealisztikus hatás érhető el, melyeknek csak egy nagyon kis részét képzik a művészetben és illusztrációs technikákban használt hatások. Az eddig nem látott, új hatásokat csak napjainkban kezdik felhasználni kísérleti animációkban.
Az egyes stílusok több technikát is alkalmazhatnak, például egy kétdimenziós festészet alapú stílus alkalmazható egy háromdimenziós rajzfilmszerű képalkotási folyamat után is.
Ugyanazt a hatást többféle technikával is meg lehet valósítani. Az összetettebb technikák általában szebb eredményt adnak, többféle módon felhasználhatóak viszont erőforrásigényesebbek.

### Kétdimenziós NPR technikák
A kétdimenziós technikák leggyakrabban fényképeken, előre elkészített vagy kiszámolt képeken végeznek képmódosító eljárásokat. A műveleteket a képek képpontjain végzik.
Általában kétdimenziós stílusok például a festészet alapú stílus vagy a metszetek.

#### Féltónusozás, összemosás, művészi szitálás, mozaikok
Az árnyalatokat ezeknél a technikáknál a nyomtatásban kialakult módszerekkel érik el. Féltónusozáskor különböző pontmintákkal jelenítik meg a szürke árnyalatait. Az összemosási technikáknál különböző színű képpontokat helyeznek el egymás mellett összemosási mintákban, amelyek távolabbról nézve folytonos színátmeneteknek tűnnek. Ezt a technikát gyakran alkalmazták olyan megjelenítő eszközöknél (nyomtatók, monitorok), amelyeknél a felhasználható színek száma valamiért korlátozott volt. Az NPR képalkotásban ezeket a módszereket művészi illetve illusztrációs hatások elérésére használhatjuk fel. A művészi szitálás (artistic screening) folyamatainál különböző képi motívumokkal, mintákkal – amelyek akár olyan aprók is lehetnek, hogy csak egészen közelről vehetjük ki őket – érik el a távolról szemlélt színárnyalatokat, alakzatokat. A képi motívumok méreteinek torzításával az árnyalatokon kívül háromdimenziós domborhatásokat is elérhetünk. A mozaikoknál hasonló módon, például lekicsinyített különálló képeket, mint „képpontokat” felhasználva építenek fel egy nagyobb képet.

#### Vonások
A nem fotorealisztikus ábrázolás egyik fő célja a művészeti stílusok számítógépes előállítása. A művészeti stílusok nagy része valamely kétdimenziós médiumra visz fel színeket szabadkézi vonásokkal. Ezek a vonások több szempontból különböznek a szabályos vonalaktól:
1. Hullámzás: A vonal véletlenszerűen eltér a szabályostól.
2. Vonalhossz: A kezdő és végpont eltér a szándékozottól.
3. Vonalvastagság és erősség: szintén véletlenszerű eltérések tapasztalhatók.
4. Vonásvégpontok: a vonalhúzás sebességétől függően a vonások végei jelentősen eltérhetnek a szabályostól, például apró hurokban, vagy pontban végződhetnek.

A fő eltéréseken kívül még számos tulajdonságot figyelembe vehetünk a vonások előállításakor. A vonások leírására is sokféle eljárás létezik. A hagyományos vonalhúzóalgoritmusokat többször véletlenszerűen felhasználó vázlatszerű vonalhúzástól a paraméterezett polinomiális görbékkel közelített vonások háromdimenziós testekre vetítő eljárásokig számtalan módszer közül választhatunk céljaink és a rendelkezésre álló erőforrások szerint. A vonások vastagságának, mintájának és a vonalat húzó eszköz tulajdonságainak figyelembevételekor újabb változók jelennek meg. A wavelet-elmélet lehetőséget ad változó felbontású vonások alkalmazására, amelyek a vonást jellemző koordináták bővítésére nyújtanak módot nagyításkor. Az algoritmikusan előállított vonások felhasználhatóak művészek által irányítva, számítógépes eszközökkel támogatva a munkájukat, illetve festmény – és rajzszerű hatások automatikus előállítására.

#### Anyagok és eszközök szimulálása
A kézzel rajzolt illetve festett műalkotások kinézetét a legjobban az alapanyagok és az azt megfestő, formáló eszközök kölcsönhatásának szimulációjával lehet megközelíteni.
A ceruza és papír, ecset és vászon stb. kölcsönhatásainak leírására külön modelleket dolgoztak ki a kutatók amelyeknek eltérő részletességű megvalósításuk lehetséges.
A szimuláció megvalósítható sejtautomatákkal, a festék oldóanyagának viselkedésének modellezésével, folyadékszimulációs algoritmusokkal vagy az eszköz anyagdarabkáinak viselkedésének a modellezésével.

### 2.5 dimenziós NPR technikák
A 2.5 dimenziós technikáknál a feldolgozandó kép mellett még plusz információt is figyelembe vesznek az eljárások. Ilyen információ lehet egy infravörös, vagy röntgenfelvétel ugyanarról a tárgyról, vagy a háromdimenziós képszintézis során előállított plusz térbeli információt tartalmazó kép, például képpont-nézőpont távolság  (z-puffer), objektum kiválasztó vagy árnyékolási hatásokat segítő maszkok.

### Háromdimenziós NPR technikák
A háromdimenziós technikákkal találkozunk a leggyakrabban a filmekben és videójátékokban. Ezeknél a technikáknál az ábrázolandó tárgyak geometriai és anyagminőségi információi alapján állítják elő a képeket, főleg a hagyományos háromdimenziós képalkotás egyes részfeladatainak megfelelő módosításával. A stílusok túlnyomó többsége háromdimenziós, legjellemzőbbek a rajzfilmszerű árnyékolás, általában az illusztrációk, és a vonalazásos stílus.

#### Élkiemelés
A nem fotorealisztikus háromdimenziós képalkotás új geometriafeldolgozási problémákat vet fel. Az emberi képalkotásnál a művész a tárgyakat leginkább jellemző vonásokkal írja le, amelyek főleg a körvonalaknál és a testek, felületek metszővonalainál jelentkeznek. Ezeknek az éleknek a kiszámítása a hagyományos képszintézisben nem annyira jelentős, mivel ott minden látható geometriai információt megjelenít a folyamat. Az NPR képalkotásnál azonban többnyire ezek az élek kerülnek megrajzolásra.

#### Világítási modellek
A fotorealisztikus képalkotás a fény valóságos viselkedését legjobban megközelítő modellt használja a rendelkezésre álló erőforrások mellett. A nem fotorealisztikus képalkotásnál azonban lehetőségünk van a valóságostól eltérő világítási modellek alkalmazására. Céljaink itt is a kiemelés, több információ közlése, művészeti hatások elérése lehetnek. Egy lehetséges megoldás, hogy az árnyékolási árnyalatokat az árnyalattartomány egy részére korlátozzuk, és a nem használt színeket, például a feketét csak a körvonalak ábrázolására vagy egyéb információközlésre használjuk. A valóságos, megvilágításból adódó árnyalatok helyett használhatunk más információt, például hőmérsékletet leíró színezést is.